# Naranga quadrivittata
Naranga quadrivittata är en fjärilsart som beskrevs av Moore 1882. Naranga quadrivittata ingår i släktet Naranga och familjen nattflyn. Inga underarter finns listade i Catalogue of Life.